# Oksibil
Oksibil è una città e un distretto di Papua Pegunungan in Indonesia che è anche il centro amministrativo della reggenza dei Monti Bintang. Secondo il censimento del 2010 il distretto aveva una popolazione di 4.087 abitanti e nel 2018 sale a 4.566. La città è divisa in otto villaggi (desa), il più popolato è Mabilabol con una popolazione di 1.460 abitanti nel 2018 e il meno popolato è Molbib Silibib con solo 70 persone che vivono lì secondo Statistics Indonesia. Il rapporto tra i sessi nel distretto nel 2018 era di 147 uomini ogni 100 donne. Oltre ad essere il più popolato, Mabilabol è anche il villaggio più densamente popolato.
Oksibil è stato teatro di un conflitto separatista nel 2023.